# Dominique Moceanu
Dominique Helena Moceanu (n. 30 septembrie 1981, Hollywood, California, SUA) este o gimnastă americană de origine română.

## O gimnastă de origine română
Dominique Moceanu s-a născut la 30 septembrie 1981 în orașul Hollywood, California din părinți de naționalitate română. Părinții săi au emigrat în America în anul 1980. Tatăl lui Dominique, Dumitru Moceanu, a fost component al echipei naționale de gimnastică juniori din România, în timp ce mama sa, Camelia Moceanu, a fost de asemenea gimnastă. Dominique are o soră mai mică, Christina, care este și ea tot gimnastă. 
Datorită faptului că părinții săi sunt români, Dominique vorbește fluent limba română. Ea a început să practice gimnastica de la frageda vârstă de trei ani și jumătate. Printre antrenorii ei s-a numărat și faimosul Bela Karolyi, care le-a antrenat, de asemenea, și pe marile campioane Nadia Comăneci și Mary Lou Retton. Înainte de a se muta la Houston pentru ca Dominique să se antreneze cu Bela Karolyi, familia Moceanu a locuit în California, Illinois și Florida.
În anul 1990, Dominique se mută împreună cu familia sa în orașul Houston (Texas) pentru a fi antrenată de către celebrul antrenor român Bela Karolyi. La vârsta de 10 ani, a fost selecționată în Echipa Națională de Juniori din SUA, fiind cea mai tânără gimnastă din toate timpurile din echipă. Din anul 1991, ea începe să concureze în concursurile de gimnastică. 
A devenit campioană națională de juniori în anul 1994 și apoi campioană națională de seniori în anul 1995. La vârsta de 13 ani, ea a devenit cea mai tânără campioană națională de seniori din istoria SUA. Moceanu a obținut singura medalie individuală pentru SUA (medalia de argint la bârnă) la Campionatul Mondial de Gimnastică de la Sabae (Japonia) din anul 1995, ea obținând de asemenea și medalia de bronz cu echipa SUA.

## Medaliată la Jocurile Olimpice din 1996
La Jocurile Olimpice de la Atlanta din anul 1996, gimnasta Dominique Moceanu era cea mai tânără membră a echipei americane de gimnastică din care mai făceau parte, pe lângă Amanda Borden, Dominique Dawes și Kerri Strug, celebrele Jaycie Phelps, Amy Chow și Shannon Miller. Ea a fost medaliată cu aurul olimpic împreună cu echipa SUA. S-a clasat pe locul 9 la individual compus, locul 4 la sol și locul 6 la bârnă.
A urmat Campionatul Național al SUA din anul 1996, unde s-a plasat pe locul trei la individual compus, fiind diagnosticată cu o fractură de tibie. Aceasta se agravase înainte de Jocurile Olimpice, dar a cerut să fie inclusă în echipă.
Dominique a participat în anul 1997 la Campionatul Mondial de Gimnastică de la Lausanne (Elveția), conducând o nouă și lipsită de experiență echipă a Statelor Unite. A fost aleasă căpitan de echipă, dar competiția nu a reprezentat o experiență pozitivă pentru ea.
În anul 1998, a revenit la forma care a consacrat-o, devenind prima și singura gimnastă americană care a câștigat titlul la individual compus la Jocurile Bunăvoinței. Ea a învins-o cu această ocazie pe mult mai titrata gimnastă rusă Svetlana Khorkina, campioana mondială la individual compus, ca și pe medaliatele cu argint și bronz, Simona Amânar și Elena Produnova. Majoritatea a considerat aceasta ca fiind momentul de glorie al carierei sale.
În același an, numele ei a devenit cap de afiș în presa americană datorită unui scandal de natură financiară declanșat între frumoasa gimnastă și părinții acesteia, Dumitru și Camelia, care nu doreau să-i acorde fiicei lor dreptul de a dispune de averea ei. După un timp, pacea s-a reinstaurat totuși în sânul familiei.

## Sfârșit de carieră
S-a calificat la Jocurile Olimpice de la Sydney din anul 2000, dar a fost forțată să se retragă din cauza problemelor de la genunchi. După o absență de cinci ani din lumea gimnasticii, Dominique a anunțat că revine în competiții în anul 2005. Totuși, din cauza durerilor, nu a mai participat la Campionatul Național din 2005.
Recent, Moceanu a primit o invitație de a participa la cantonamentul național de pregătire din anul 2006. Nu a fost capabilă însă să concureze la Campionatul Național, din cauza durerilor.
Familia sa deține în prezent Clubul de Gimnastică Moceanu din Houston (Texas). În prezent, Dominique Moceanu este studentă la John Carroll University din Cleveland (Ohio).